# Hecamedoides dahli
Hecamedoides dahli är en tvåvingeart som beskrevs av Ichiro Miyagi 1977. Hecamedoides dahli ingår i släktet Hecamedoides och familjen vattenflugor. Inga underarter finns listade i Catalogue of Life.